# 上圣伊丽莎白
上圣伊丽莎白（匈牙利語：Felsőszenterzsébet）是匈牙利佐洛州所辖的一个村，与下圣伊丽莎白相邻，总面积8.24平方公里，总人口15，人口密度1.8人/平方公里（2010年1月1日）。